# Miss Nicaragua 2017
La 35.ª edición de Miss Nicaragua, correspondiente al año 2017, se realizó  el 25 de marzo de 2017 en el Teatro Nacional Rubén Darío. Al final del evento Marina Jacoby coronó a su sucesora Berenice Quezada de El Rama quién representó a la nación en Miss Universo 2017. El concurso fue transmitido en vivo por VosTV y con difusión simultánea en Televicentro.

## Resultados
| Resultado final     | Candidata                        |
| ------------------- | -------------------------------- |
| Miss Nicaragua 2017 | - El Rama - Berenice Quezada     |
| Primera Finalista   | - Matagalpa - Helen Martínez     |
| Segunda Finalista   | - Estelí - Martha Meza           |
| Tercera Finalista   | - El Viejo - Allison Herrera     |
| Cuarta Finalista    | - Corn Island - Danielle Hodgson |
| Quinta Finalista    | - Managua - Kathering Medina     |

## Premiaciones especiales
| Premio                    | Candidata Ganadora         |
| ------------------------- | -------------------------- |
| Miss Fotogénica           | Estelí - Martha Meza       |
| Mujer Pencona             | León - Vanessa Baldizón    |
| Miss Divas Nicaragua      | Matagalpa - Helen Martínez |
| Mejor Estilo y Distinción | El Rama - Berenice Quezada |
| Mejor Sonrisa             | El Rama - Berenice Quezada |
| La Mirada más bella       | Managua - Kathering Medina |
| Miss Digital              | El Rama - Berenice Quezada |
| Miss Hotel Contempo       | El Rama - Berenice Quezada |
| Mejor cabello Firenze     | El Rama - Berenice Quezada |

## Candidatas Oficiales
12 candidatas competirán por el título:
(En la tabla se utiliza su nombre completo, los sobrenombres van entrecomillados y los apellidos utilizados como nombre artístico, entre paréntesis; fuera de ella se utilizan sus nombres «artísticos» o simplificados)
| Representación     | Concursante                 | Edad | Oficio                                                          |
| ------------------ | --------------------------- | ---- | --------------------------------------------------------------- |
| Corn Island        | Danielle Hodgson            | 19   | Estudiante de Mercadeo y Publicidad                             |
| Costa Caribe Norte | Jeimmy Lampson              | 23   | Licenciada en Psicología                                        |
| El Rama            | Berenice Quezada Herrera    | 23   | Licenciada en Administración de Empresas Turísticas y Hoteleras |
| El Viejo           | Allison Herrera             | 18   | Estudiante de Derecho                                           |
| Estelí             | Martha Soledad Meza Tercero | 24   | Ingeniera Industrial                                            |
| León               | Teresa Moreno               | 23   | Médica Internista                                               |
| León               | Vanessa Baldizón            | 19   | Estudiante de Marketing y Publicidad                            |
| Managua            | Kathering Medina            | 20   | Estudiante de Mercadotecnia                                     |
| Managua            | Raquel Bustos               | 20   | Relaciones Internacionales                                      |
| Matagalpa          | Helen Martínez Treminio     | 22   | Estudiante de Marketing y Publicidad                            |
| Matagalpa          | Martha Renee Pineda         | 25   | Licenciada en Marketing                                         |
| Ocotal             | Stefany Reyes               | 22   | Estudiante de Ingeniería Civil                                  |

## Sobre los departamentos en Miss Nicaragua 2017
- El Rama y Ocotal debutan este año en la competencia.
- Costa Caribe Norte, El Viejo, Estelí, Managua y Matagalpa concursaron en la edición del año pasado.
- Corn Island y León no competían desde la 32.ª edición correspondiente al año 2014.